# داني أوكونور
داني أوكونور (بالإنجليزية: Danny O'Connor)‏ (28 سبتمبر 1980 بدبلن في جمهورية أيرلندا - ) هو لاعب كرة قدم أيرلندي في مركز الدفاع. لعب مع درودا يونايتد ونادي شامروك روفرز ولونغفورد تاون ‏ وNewry City F.C. ‏ وBray Wanderers F.C. ‏.

## وصلات خارجية
- داني أوكونور على موقع قاعدة بيانات كرة القدم.إي يو (الإنجليزية)